# Spitzblättrige Zwergmispel
Die Spitzblättrige Zwergmispel (Cotoneaster acuminatus) ist eine Pflanzenart in der Gattung der Zwergmispeln (Cotoneaster) innerhalb der Familie der Rosengewächse (Rosaceae). Sie stammt aus dem Himalaja.

## Beschreibung

### Erscheinungsbild und Blatt
Die Spitzblättrige Zwergmispel wächst als aufrechter, sommergrüner Strauch, der Wuchshöhen von 2 bis 3 Metern, selten auch bis zu 4 Metern erreicht. Die stielrunden Zweige besitzen eine gräulich-braune bis bräunliche und anfänglich dicht gelblich borstig behaarte, später kahle Rinde.
Die wechselständig an den Zweigen angeordneten Laubblätter sind in Blattstiel und Blattspreite gegliedert. Der zottig behaarte Blattstiel weist eine Länge von 3 bis 5 mm auf. Die einfache Blattspreite ist bei einer Länge von 2 bis 6,5 cm und einer Breite von 2 bis 3 cm elliptisch-eiförmig bis eiförmig-lanzettlich mit breit keilförmiger Spreitenbasis und meist zugespitztem bis selten spitzem oberen Ende. Beide Blattflächen sind zottig behaart, aber die Blattunterseite dichter. Die bei einer Länge von 3 bis 5 mm lanzettlichen und zottig behaarten Nebenblätter fallen teilweise während der Fruchtreife ab.

### Blütenstand und Blüte
Die Blütezeit liegt je nach Standort zwischen Mai und Juni. Der 1 bis 2 cm lange zymöse Blütenstand enthält meist nur zwei oder drei (ein bis fünf) Blüten. Die Blütenstandrhachis und die 3 bis 5 mm langen Blütenstiele sind gelblich zottig behaart. Die bei einer Länge von 2 bis 4 mm lanzettlichen oder linealen Tragblätter besitzen einen zottig behaarten Rand.
Die duftenden, zwittrigen Blüten sind radiärsymmetrisch und fünfzählig mit doppelter Blütenhülle. Der glockenförmige Blütenbecher (Hypanthium) ist außen angedrückt zottig behaart. Die fünf Kelchblätter sind bei einer Länge von 1,5 bis 2,5 mm und einer Breite von 2 bis 3 mm dreieckig mit einem spitzen oberen Ende. Die Blütenkrone besitzt einen Durchmesser von etwa 6 bis 8 mm Zentimeter. Die fünf kahlen, freien Kronblätter sind bei einer Länge von 3 bis 4 mm und fast gleicher Breite eiförmig bis verkehrt-eiförmig und gekielt mit stumpfem bis gezähntem oberen Ende. Die Farbe der Kronblätter ist rosafarben bis weißlich. Die zwanzig Staubblätter sind kürzer als die Kronblätter. Die zwei freien Fruchtblätter sind im oberen Bereich weich behaart und enthalten jeweils etwa zwei aufrechte Samenanlagen. Die zwei freien Griffel überragen die Staubblätter nicht.

### Frucht und Samen
Die apfelförmigen Früchte sind bei einer Länge von 8 bis 10 mm und einem Durchmesser von 7 bis 8 mm ellipsoid. Zwischen September und Oktober reifen die Früchte und färben sich leuchtend rot. In einer Frucht sind zwei pergamentartige Gehäuse (Balgfrüchte) vorhanden. Auf der Frucht befinden sich fünf, fleischige, eingekrümmte Kelchblätter. In einer Frucht befinden sich wenige bis einige abgeflachte, harte Samen.

### Chromosomenzahl
Die Chromosomenzahl beträgt 2n = 34 oder 68.

## Vorkommen
Die Spitzblättrige Zwergmispel stammt aus dem Himalaya. Sie ist im nördlichen Indien, Bhutan, Sikkim, Nepal und in den chinesischen Provinzen Sichuan, Xizang sowie Yunnan beheimatet. In China gedeiht sie in Mischwäldern, Gebüschen und an Feldern in Höhenlagen zwischen 1300 und 3000 Metern und in Nepal in Höhenlagen zwischen 2500 und 3700 Metern.

## Taxonomie
Die Erstveröffentlichung von Cotoneaster acuminatus erfolgte 1821 durch John Lindley in Transactions of the Linnean Society of London, 13 (1), S. 101, Tafel 9, dort „acuminata“ geschrieben. Synonyme für Cotoneaster acuminatus Lindl. sind: Cotoneaster bakeri G.Klotz, Cotoneaster kongboensis G.Klotz, Cotoneaster mucronatus Franch., Cotoneaster nepalensis André, Mespilus acuminatus Lodd. Das Artepitheton acuminatus bedeutet zugespitzt, dies bezieht sich auf die Form der Laubblätter.

## Nutzung und Standortbedingungen in Kultur
Die Spitzblättrige Zwergmispel wird als Ziergehölz verwendet.
Die Spitzblättrige Zwergmispel wächst am besten auf leichten (sandigen), mittleren (lehmigen) und schweren Böden, am besten wenn sie gut drainiert sind. Der pH-Wert der Böden spielt bei dieser Art kaum eine Rolle. Cotoneaster acuminatus kann auch auf nährstoffarmen, sehr alkalischem Böden gedeihen. Sie gedeiht an sonnigen und halbschattigen Standorten, aber nicht im Schatten. Die Spitzblättrige Zwergmispel ist tolerant gegenüber Luftverschmutzung.
Ein rosafarbener Farbstoff kann aus den Früchten gewonnen werden. Das Holz ist sehr hart und eng sowie gleichmäßig gemasert. Da die Zweige zu klein sind, werden nur kleinere Werkstücke damit gefertigt. Die Zweige werden im Himalaja zum Brückenbau verwendet.
Über eine Verwendung als Nahrungs- oder Heilmittel ist nichts bekannt.